# Istán
Istán is een gemeente in de Spaanse provincie Málaga in de regio Andalusië met een oppervlakte van 99 km². In 2007 telde Istán 1437 inwoners. Het stuwmeer in de vallei van Istán wordt gebruikt voor de voorziening van water aan het naastgelegen toeristenoord Marbella.